# Phaeosphaeria
Phaeosphaeria is een geslacht van schimmels behorend tot de familie Phaeosphaeriaceae. De typesoort is Phaeosphaeria oryzae.

## Soorten
Volgens Index Fungorum telt het geslacht 170 soorten (peildatum april 2023):
| Soortnaam                                                | Auteur(s)                                      | Publicatiejaar |
| -------------------------------------------------------- | ---------------------------------------------- | -------------- |
| Phaeosphaeria acaciae                                    | Tennakoon, Phook. & K.D. Hyde                  | 2017           |
| Phaeosphaeria acori                                      | H.C. Greene                                    | 1949           |
| Phaeosphaeria aeluropodis                                | (Lobik) Tomilin                                | 1985           |
| Phaeosphaeria agminalis                                  | (Sacc. & Morthier) Tomilin                     | 1985           |
| Phaeosphaeria ampeli                                     | Tennakoon, C.H. Kuo & K.D. Hyde                | 2019           |
| Phaeosphaeria anchiala                                   | Kohlm., Volkm.-Kohlm. & C.K.M. Tsui            | 2005           |
| Phaeosphaeria annulata                                   | Shoemaker & C.E. Babc.                         | 1989           |
| Phaeosphaeria arenaria                                   | (A.L. Guyot) Shoemaker & C.E. Babc.            | 1989           |
| Phaeosphaeria associata                                  | (Rehm) O.E. Erikss.                            | 1967           |
| Phaeosphaeria bambusae                                   | I. Miyake & Hara                               | 1910           |
| Phaeosphaeria barriae                                    | Fallah, J.L. Crane & Shearer                   | 1998           |
| Phaeosphaeria berlesei                                   | (M.J. Larsen & Munk) Hedjar.                   | 1969           |
| Phaeosphaeria borealis                                   | Shoemaker & C.E. Babc.                         | 1989           |
| Phaeosphaeria breonadiae                                 | Crous & Jol. Roux                              | 2016           |
| Phaeosphaeria brizae                                     | (Pass.) Shoemaker & C.E. Babc.                 | 1989           |
| Phaeosphaeria calamicola                                 | S. Konta & K.D. Hyde                           | 2017           |
| Phaeosphaeria calderi                                    | Shoemaker & C.E. Babc.                         | 1989           |
| Phaeosphaeria canadensis                                 | Shoemaker & C.E. Babc.                         | 1989           |
| Phaeosphaeria capensis                                   | Steinke & K.D. Hyde                            | 1997           |
| Phaeosphaeria caricicola                                 | (Fautrey) Leuchtm.                             | 1984           |
| Phaeosphaeria caricinella                                | (P. Karst.) O.E. Erikss.                       | 1967           |
| Phaeosphaeria caricis (Zeggevulkaantje)                  | (J. Schröt.) Leuchtm.                          | 1984           |
| Phaeosphaeria caricis-firmae                             | (Petr.) Leuchtm. & Schmid-Heckel               | 1988           |
| Phaeosphaeria caricis-sectae                             | Crous                                          | 2021           |
| Phaeosphaeria caricis-vesicariae                         | Tomilin                                        | 1993           |
| Phaeosphaeria cassiicola                                 | (Ellis & Everh.) Huhndorf                      | 1996           |
| Phaeosphaeria cattanei                                   | (Thüm.) I. Miyake                              | 1910           |
| Phaeosphaeria celata                                     | Shoemaker & C.E. Babc.                         | 1989           |
| Phaeosphaeria chiangraina                                | Phook. & K.D. Hyde                             | 2014           |
| Phaeosphaeria chinensis                                  | K.K. Zhang, S. Hongsanan, Tennakoon & N. Xie   | 2019           |
| Phaeosphaeria cinnae                                     | Shoemaker & C.E. Babc.                         | 1989           |
| Phaeosphaeria consobrina                                 | (P. Karst.) O.E. Erikss.                       | 1967           |
| Phaeosphaeria cookei                                     | Shoemaker & C.E. Babc.                         | 1989           |
| Phaeosphaeria corallorhizae                              | (Peck) M.E. Barr                               | 1986           |
| Phaeosphaeria crenata                                    | Shoemaker & C.E. Babc.                         | 1989           |
| Phaeosphaeria culmorum (Stengelvulkaantje)               | (Auersw.) Leuchtm.                             | 1984           |
| Phaeosphaeria cycadis                                    | Wanas., Phookamsak & K.D. Hyde                 | 2019           |
| Phaeosphaeria cyperina                                   | (Pass.) Shoemaker & C.E. Babc.                 | 1989           |
| Phaeosphaeria dennisiana                                 | Leuchtm.                                       | 1984           |
| Phaeosphaeria dryadis                                    | Nograsek                                       | 1990           |
| Phaeosphaeria elaeagni                                   | Sawada                                         | 1952           |
| Phaeosphaeria elymi                                      | (Wehm.) Shoemaker & C.E. Babc.                 | 1989           |
| Phaeosphaeria emilii                                     | Shoemaker & C.E. Babc.                         | 1989           |
| Phaeosphaeria epicalamia (Veldbiesvulkaantje)            | (Riess) L. Holm                                | 1957           |
| Phaeosphaeria equiseti                                   | (P. Karst.) L. Holm & K. Holm                  | 1981           |
| Phaeosphaeria erikssonii                                 | Shoemaker & C.E. Babc.                         | 1989           |
| Phaeosphaeria eriobotryae                                | I. Miyake                                      | 1913           |
| Phaeosphaeria eupatoriicola                              | J.M. Yen                                       | 1969           |
| Phaeosphaeria eustoma (Vierdelig grasvulkaantje)         | (Fuckel) L. Holm                               | 1957           |
| Phaeosphaeria exarata                                    | Shoemaker & C.E. Babc.                         | 1989           |
| Phaeosphaeria fautreyi                                   | Shoemaker & C.E. Babc.                         | 1989           |
| Phaeosphaeria fetanensis                                 | Shoemaker & C.E. Babc.                         | 1989           |
| Phaeosphaeria firmicola                                  | Nograsek                                       | 1990           |
| Phaeosphaeria franklinensis                              | Shoemaker & C.E. Babc.                         | 1989           |
| Phaeosphaeria fructigena                                 | Magaña-Dueñas, Cano-Lira & Stchigel            | 2021           |
| Phaeosphaeria fuckelii (Kortcelvulkaantje)               | (Niessl) L. Holm                               | 1957           |
| Phaeosphaeria fuckelioides                               | Otani                                          | 1976           |
| Phaeosphaeria fusispora                                  | Z.F. Zhang, F. Liu & L. Cai                    | 2017           |
| Phaeosphaeria gessneri                                   | Shoemaker & C.E. Babc.                         | 1989           |
| Phaeosphaeria gigaspora                                  | Shoemaker & C.E. Babc.                         | 1989           |
| Phaeosphaeria glebosoverrucosa                           | Nograsek                                       | 1990           |
| Phaeosphaeria glyceriae-plicatae                         | (S?vul. & Sandu) Shoemaker & C.E. Babc.        | 1989           |
| Phaeosphaeria graminis (Meercellig grasvulkaantje)       | (Fuckel) L. Holm                               | 1957           |
| Phaeosphaeria guttulata                                  | Shoemaker & C.E. Babc.                         | 1989           |
| Phaeosphaeria halima                                     | (T.W. Johnson) Shoemaker & C.E. Babc.          | 1989           |
| Phaeosphaeria heptamera                                  | Shoemaker & C.E. Babc.                         | 1989           |
| Phaeosphaeria herpotrichoides (Braillevulkaantje)        | (De Not.) L. Holm                              | 1957           |
| Phaeosphaeria hesperia                                   | M.E. Barr                                      | 1992           |
| Phaeosphaeria hiemalis                                   | (Sacc. & Speg.) Shoemaker & C.E. Babc.         | 1989           |
| Phaeosphaeria hierochloes                                | (Oudem.) O.E. Erikss.                          | 1967           |
| Phaeosphaeria humerata                                   | Shoemaker & C.E. Babc.                         | 1989           |
| Phaeosphaeria huronensis                                 | Shoemaker & C.E. Babc.                         | 1989           |
| Phaeosphaeria inclusa                                    | Shoemaker & C.E. Babc.                         | 1989           |
| Phaeosphaeria infuscans                                  | (Ellis & Everh.) M.E. Barr                     | 1992           |
| Phaeosphaeria insignis                                   | (P. Karst.) L. Holm                            | 1957           |
| Phaeosphaeria japonica                                   | Naito                                          | 1952           |
| Phaeosphaeria juncicola                                  | (Rehm ex G. Winter) L. Holm                    | 1957           |
| Phaeosphaeria juncina (Kleinsporig vulkaantje)           | (Auersw.) L. Holm                              | 1957           |
| Phaeosphaeria juncinella                                 | (Mouton) Shoemaker & C.E. Babc.                | 1989           |
| Phaeosphaeria juncophila                                 | Leuchtm.                                       | 1984           |
| Phaeosphaeria kukutae                                    | G.S. Ridl.                                     | 1988           |
| Phaeosphaeria kunzeana                                   | (Berl.) Khashn. & Shearer                      | 1993           |
| Phaeosphaeria larseniana                                 | (Munk) Shoemaker & C.E. Babc.                  | 1989           |
| Phaeosphaeria laxitunicata                               | Tomilin                                        | 1993           |
| Phaeosphaeria licatensis (Smalsporig lisdoddevulkaantje) | (Sacc.) Shoemaker & C.E. Babc.                 | 1989           |
| Phaeosphaeria lindii                                     | (L. Holm & K. Holm) Leuchtm.                   | 1984           |
| Phaeosphaeria livistonae                                 | J. Fröhl. & K.D. Hyde                          | 2000           |
| Phaeosphaeria lucilla                                    | (Sacc.) Huhndorf                               | 1992           |
| Phaeosphaeria luctuosa (Rijvormig vulkaantje)            | (Niessl ex Sacc.) Y. Otani & Mikawa            | 1971           |
| Phaeosphaeria lunariae                                   | Crous & R.K. Schumach.                         | 2016           |
| Phaeosphaeria lunata                                     | Shoemaker & C.E. Babc.                         | 1989           |
| Phaeosphaeria lutea                                      | Leuchtm.                                       | 1984           |
| Phaeosphaeria lycopodiicola                              | (Peck) Shoemaker & C.E. Babc.                  | 1989           |
| Phaeosphaeria lycopodina                                 | (Mont.) Hedjar.                                | 1969           |
| Phaeosphaeria macrosporidium                             | (E.B.G. Jones) Shoemaker & C.E. Babc.          | 1989           |
| Phaeosphaeria marciensis                                 | (Peck) L. Holm & K. Holm                       | 1981           |
| Phaeosphaeria maritima                                   | O.E. Erikss.                                   | 1982           |
| Phaeosphaeria marram                                     | (Cooke) O.E. Erikss.                           | 1967           |
| Phaeosphaeria maydis                                     | (Henn.) Rane, Payak & Renfro                   | 1967           |
| Phaeosphaeria michiganensis                              | Shoemaker & C.E. Babc.                         | 1989           |
| Phaeosphaeria microscopica                               | (P. Karst.) O.E. Erikss.                       | 1967           |
| Phaeosphaeria minima                                     | Shoemaker & C.E. Babc.                         | 1989           |
| Phaeosphaeria minuscula                                  | (Rehm) Shoemaker & C.E. Babc.                  | 1989           |
| Phaeosphaeria moravica                                   | Shoemaker & C.E. Babc.                         | 1989           |
| Phaeosphaeria mounceae                                   | Shoemaker & C.E. Babc.                         | 1989           |
| Phaeosphaeria nanosalicium                               | Nograsek                                       | 1990           |
| Phaeosphaeria nardi                                      | (Fr.) L. Holm                                  | 1957           |
| Phaeosphaeria neomaritima                                | (R.V. Gessner & Kohlm.) Shoemaker & C.E. Babc. | 1989           |
| Phaeosphaeria nigrans (Gewoon grasvulkaantje)            | (Roberge ex Desm.) L. Holm                     | 1957           |
| Phaeosphaeria nodorum (Halmvulkaantje)                   | (E. Müll.) Hedjar.                             | 1969           |
| Phaeosphaeria nodulispora                                | R.J.V. Oliveira, M.A.Q. Cavalc. & J.L. Bezerra | 2016           |
| Phaeosphaeria norfolcia (Ruwsporig vulkaantje)           | (Cooke) Leuchtm.                               | 1984           |
| Phaeosphaeria occidentalis                               | (Ellis & Everh.) Shoemaker & C.E. Babc.        | 1989           |
| Phaeosphaeria occulta                                    | (Lind) Leuchtm.                                | 1984           |
| Phaeosphaeria olivacea                                   | Kohlm., Volkm.-Kohlm. & O.E. Erikss.           | 1997           |
| Phaeosphaeria oryzae                                     | I. Miyake                                      | 1909           |
| Phaeosphaeria ovei                                       | Shoemaker & C.E. Babc.                         | 1989           |
| Phaeosphaeria palmarum                                   | Chaudhuri & P.N. Rao                           | 1964           |
| Phaeosphaeria panici                                     | (Syd.) Shoemaker & C.E. Babc.                  | 1989           |
| Phaeosphaeria papayae                                    | (Speg.) Quaedvl., Verkley & Crous              | 2013           |
| Phaeosphaeria papua-alpina                               | Otani                                          | 1971           |
| Phaeosphaeria papyricola                                 | (Ellis & Everh.) Huhndorf                      | 1996           |
| Phaeosphaeria parvograminis                              | Shoemaker & C.E. Babc.                         | 1989           |
| Phaeosphaeria parvula (Kleinst vulkaantje)               | (Niessl) Leuchtm.                              | 1984           |
| Phaeosphaeria penniseti                                  | Karun., C.H. Kuo & K.D. Hyde                   | 2019           |
| Phaeosphaeria petkovicensis                              | (Bubák & Ranoj.) Shoemaker & C.E. Babc.        | 1989           |
| Phaeosphaeria phoenicicola                               | (Crous & Thangavel) Y. Marín & Crous           | 2019           |
| Phaeosphaeria phragmitis                                 | (Hollós) Leuchtm.                              | 1984           |
| Phaeosphaeria physalidis                                 | (Ellis & Everh.) Huhndorf                      | 1996           |
| Phaeosphaeria pleurospora                                | (Niessl) Leuchtm.                              | 1984           |
| Phaeosphaeria poagena                                    | Crous & Quaedvl.                               | 2014           |
| Phaeosphaeria podocarpi                                  | Crous & A.R. Wood                              | 2014           |
| Phaeosphaeria pomona                                     | (Sacc.) Huhndorf                               | 1992           |
| Phaeosphaeria pontiformis (Knopsporig vulkaantje)        | (Fuckel) Leuchtm.                              | 1984           |
| Phaeosphaeria pulchra                                    | Shoemaker & C.E. Babc.                         | 1989           |
| Phaeosphaeria punctillum                                 | (Rehm) L. Holm                                 | 1957           |
| Phaeosphaeria recessa                                    | (Pass.) Shoemaker & C.E. Babc.                 | 1989           |
| Phaeosphaeria robusta                                    | Shoemaker & C.E. Babc.                         | 1989           |
| Phaeosphaeria roemeriani                                 | Kohlm., Volkm.-Kohlm. & O.E. Erikss.           | 1998           |
| Phaeosphaeria rousseliana                                | (Desm.) L. Holm                                | 1957           |
| Phaeosphaeria rubescens                                  | Checa & M.E. Barr                              | 1999           |
| Phaeosphaeria salebricola                                | (Sacc., E. Bommer & M. Rousseau) Leuchtm.      | 1984           |
| Phaeosphaeria saxonica                                   | (Höhn.) Shoemaker & C.E. Babc.                 | 1989           |
| Phaeosphaeria scirpicola                                 | (Earle) M.E. Barr                              | 1992           |
| Phaeosphaeria scotophila                                 | (Sacc.) Y.M. Ahn & Shearer                     | 1995           |
| Phaeosphaeria sequana                                    | (A.L. Guyot) Shoemaker & C.E. Babc.            | 1989           |
| Phaeosphaeria silenes-acaulis                            | (De Not.) L. Holm                              | 1957           |
| Phaeosphaeria sinensis                                   | Jayasiri, E.B.G. Jones & K.D. Hyde             | 2019           |
| Phaeosphaeria sorghi-arundinacei                         | (Luc) Shoemaker & C.E. Babc.                   | 1989           |
| Phaeosphaeria sparsa                                     | (Fuckel) Shoemaker & C.E. Babc.                | 1989           |
| Phaeosphaeria spartinae                                  | (Ellis & Everh.) Shoemaker & C.E. Babc.        | 1989           |
| Phaeosphaeria spartinicola                               | Leuchtm.                                       | 1991           |
| Phaeosphaeria sporoboli                                  | (Ellis & Galloway) Huhndorf                    | 1996           |
| Phaeosphaeria stellariae                                 | (Rostr.) Leuchtm.                              | 1984           |
| Phaeosphaeria stipae                                     | Tomilin                                        | 1987           |
| Phaeosphaeria subalpina                                  | (Bubák) Shoemaker & C.E. Babc.                 | 1989           |
| Phaeosphaeria sylvatica                                  | (Pass.) Hedjar.                                | 1969           |
| Phaeosphaeria tenuispora (Fijnsporig vulkaantje)         | Scheuer                                        | 1988           |
| Phaeosphaeria thomasiana                                 | (Sacc. & Roum.) Huhndorf                       | 1992           |
| Phaeosphaeria thorae                                     | (Jaap) Y.M. Ahn & Shearer                      | 1995           |
| Phaeosphaeria thysanolaenicola                           | Phook. & K.D. Hyde                             | 2014           |
| Phaeosphaeria tini                                       | (Ellis & Everh.) Huhndorf                      | 1996           |
| Phaeosphaeria tofieldiae                                 | (E. Müll.) Leuchtm.                            | 1984           |
| Phaeosphaeria tricincta                                  | Shoemaker & C.E. Babc.                         | 1989           |
| Phaeosphaeria triglochinicola                            | (Curr.) Leuchtm.                               | 1984           |
| Phaeosphaeria variiseptata                               | (G.L. Stout) Shoemaker & C.E. Babc.            | 1989           |
| Phaeosphaeria vilasensis                                 | Fallah, Shearer & Leuchtm.                     | 1999           |
| Phaeosphaeria viridella                                  | (Peck) Leuchtm.                                | 1984           |
| Phaeosphaeria volkartiana                                | (E. Müll.) Hedjar.                             | 1969           |
| Phaeosphaeria weberi                                     | (Oudem.) L. Holm & K. Holm                     | 1994           |